# Илевники
Илевники — деревня  в Вязниковском районе Владимирской области России, входит в состав муниципального образования «Город Вязники».

## География
Деревня расположена в 8 км на юго-восток от Вязников на федеральной автомобильной дороге М7 «Во́лга».

## История
В конце XIX — начале XX века деревня являлась центром Олтушевской волости Вязниковского уезда. В 1859 году в деревне числилось 31 дворов, в 1905 году — 27 дворов, в 1926 году — 31 дворов.
С 1929 года деревня входила в состав Вантинского сельсовета Вязниковского района, с 1940 года — административный центр Илевниковского сельсовета, с 2005 года — в составе муниципального образования «Город Вязники».

## Население
| 1859 | 1905 | 1926 | 2002 | 2010 | 2021 |
| ---- | ---- | ---- | ---- | ---- | ---- |
| 183  | ↗193 | ↗197 | ↘34  | ↘23  | ↘17  |